# 障害者職業生活相談員
障害者職業生活相談員（しょうがいしゃしょくぎょうせいかつそうだんいん）とは、障害者職業生活相談員資格認定講習を修了した者。

## 概要
- 障害者を5人以上雇用する事業所において、「障害者の雇用の促進等に関する法律」により、障害者の職業生活全般にわたる相談・指導を行う障害者職業生活相談員を選任することとなっている。

## 受講資格
- 常用の障害者を5人以上雇用している事業所の従業員で、職業生活相談員として選任が予定される者
- 次の者は資格者として認められ、受講の必要はない　
  - 職業訓練大学校（現、職業能力開発総合大学校）の福祉工学科修了者　
  - 大学若しくは高等専門学校（旧専門学校を含む。）の卒業者又は職業能力開発総合大学校の長期課程の指導員訓練（福祉工学科に係るものを除く。）、職業能力 開発大学校若しくは職業能力開発短期大学校の専門課程の高度職業訓練若しくは職業能力開発大学校の応用課程の高度職業訓練の修了者等で、その後1年以上障害者である労働者の職業生活に関する相談及び指導の実務経験を有する者　
  - 高等学校等の卒業者で、その後2年以上障害者である労働者の職業生活に関する相談及び指導の実務経験を有する者　
  - その他の者で、3年以上障害者である労働者の職業生活に関する相談及び指導の実務経験を有する者

## 講習
- 公益社団法人全国重度障害者雇用事業者事業所協会や都道府県障害者雇用促進協会等に問い合わせ願う。